# 2010–2011-es spanyol labdarúgókupa
A Copa del Rey 2010-11-es kiírása volt a spanyol labdarúgókupa százhetedik kiírása. A kupasorozat 2010 augusztusában kezdődött, és 2011 májusában ért véget.
A győztes a Real Madrid lett, miután a döntőben hosszabbítás után 1–0-ra legyőzte a Barcelonát. Ez volt a Real tizennyolcadik győzelme.
A gólkirályi címen a két döntős csapat 1-1 játékosa, Lionel Messi és Cristiano Ronaldo osztozik 7-7 találattal.
A címvédő a Sevilla FC csapata volt, amely a negyeddöntőben búcsúzott a Real Madrid ellen.

## Részt vevő csapatok
Az első osztály húsz csapata:
| - Almería - Athletic Club - Atlético de Madrid - Barcelona - Deportivo - Espanyol - Getafe - Málaga - Mallorca - Osasuna | - Racing Santander - Real Madrid - Sevilla - Sporting Gijón - Tenerife - Valencia - Valladolid - Villarreal - Xerez - Zaragoza |

A másodosztály huszonegy csapata (A Villarreal B, mivel a Villarreal tartalékcsapata, nem indulhatott):
| - Albacete - Betis - Cádiz - Cartagena - Castellón - RC Celta de Vigo - Córdoba - Elche - Gimnàstic de Tarragona - Girona - Hércules | - Huesca - Las Palmas - Levante - Murcia - Numancia - Rayo Vallecano - Real Sociedad - Real Unión - Recreativo Huelva - Salamanca |

A harmadosztály huszonnégy csapata. Indulásra jogosult minden csoport első öt helyezettje (kivéve a tartalékcsapatokat), valamint a maradék csapatok közül a négy legmagasabb pontszámmal rendelkező (*):
| - Ponferradina - Eibar - Palencia - Pontevedra - Alavés - Alcorcón - Real Oviedo CF - CD Guadalajara - Universidad LPGC - Leganés - Sant Andreu - Ontinyent | - Alcoyano - Dénia - Benidorm - Granada - Melilla - Real Jaén CF - Poli Ejido - Ceuta - Puertollano* - Orihuela* - Logroñés* - Lucena* |

A negyedosztály tizennyolc csapata. Indulásra jogosult a tizennyolc csoport győztese, vagy ha ezek közül valamelyik tartalékcsapat, a legmagasabb pontszámú lép a helyébe:
| - Cerceda - Caudal - Noja - Portugalete - L’Hospitalet - Gandía - Parla - Burgos - Atl. Mancha Real | - Alcalá - Atl. Baleares - Corralejo - Jumilla - Badajoz - Tudelano - Oyonesa - Teruel - La Roda |

## Első forduló
Az első kör mérkőzéseit augusztus 25-én rendezik. A továbbjutásról egy meccs dönt.
Az Alcoyano, a Cerceda, a Jumilla, a Lucena, a Melilla, a Poli Ejido és a Real Jaén CF erőnyerők.
| 1. csapat              | Eredmény       | 2. csapat        |
| ---------------------- | -------------- | ---------------- |
| La Roda                | 1–2            | Alcalá           |
| Gandía                 | 1–2            | Sant Andreu      |
| Oyonesa                | 0–3            | Tudelano         |
| L’Hospitalet           | 2–1            | Dénia            |
| Ceuta                  | 4–1            | Atl. Mancha Real |
| Portugalete            | 3–2            | Noja             |
| Universidad Las Palmas | 1–0 (h.u.)     | Leganés          |
| Caudal                 | 4–3 (h.u.)     | Palencia         |
| Real Unión             | 1–0            | Burgos           |
| Pontevedra             | 0–1            | Guadalajara      |
| Alavés                 | 0–1            | UD Logroñés      |
| Real Oviedo CF         | 1–0 (h.u.)     | Eibar            |
| Benidorm               | 0–0 (3–5 tiz.) | Orihuela         |
| Ontinyent              | 0–2            | Castellón        |
| Teruel                 | 0–0 (5–4 tiz.) | Atl. Baleares    |
| Badajoz                | 4–0            | Corralejo        |
| Puertollano            | 0–0 (0–3 tiz.) | Murcia           |
| Parla                  | 1–5            | Cádiz            |

## Második forduló
A mérkőzéseket 2010. szeptember 1-jén rendezték.
Az Orihuela erőnyerő.
| 1. csapat      | Eredmény       | 2. csapat              |
| -------------- | -------------- | ---------------------- |
| Tudelano       | 0–2            | Lucena                 |
| Caudal         | 0–1 (h.u.)     | Universidad Las Palmas |
| Jumilla        | 0–1 (h.u.)     | Melilla                |
| Valladolid     | 5–3            | Las Palmas             |
| Gimnàstic      | 1–2            | Xerez                  |
| Teruel         | 0–1            | Real Unión             |
| UD Logroñés    | 0–0 (4–3 tiz.) | Cerceda                |
| Alcalá         | 1–3 (h.u.)     | Sant Andreu            |
| Real Oviedo CF | 2–2 (4–5 tiz.) | Murcia                 |
| Poli Ejido     | 1–0            | Alcoyano               |
| Córdoba        | 1–0 (h.u.)     | Numancia               |
| Badajoz        | 2–0 (h.u.)     | Real Jaén CF           |
| Castellón      | 2–3            | Portugalete            |
| Cádiz          | 3–1            | L’Hospitalet           |
| Ceuta          | 2–1            | Guadalajara            |
| Alcorcón       | 3–2 (h.u.)     | Celta                  |
| Betis          | 2–1            | Salamanca              |
| Elche          | 4–1            | Tenerife               |
| Girona         | 1–1 (3–5 tiz.) | Huesca                 |
| Ponferradina   | 1–0            | Recreativo             |
| Albacete       | 0–2            | Granada                |
| Cartagena      | 1–3            | Rayo Vallecano         |

| 2010. szeptember 1. 18:30 |

| Tudelano | 0–2               | Lucena                 |
| -------- | ----------------- | ---------------------- |
|          | (0–2) Jegyzőkönyv | Pineda 18' Obregón 34' |

| Estadio José Antonio Elola, Tudela Játékvezető: Óscar Herrero Arenas |

| 2010. szeptember 1. 20:15 |

| Caudal | 0–1 (h.u.)        | Universidad LPGC |
| ------ | ----------------- | ---------------- |
|        | (0–0) Jegyzőkönyv | Aridane 119'     |

| Estadio Hermanos Antuña, Mieres Játékvezető: Alberto Díaz Arias |

| 2010. szeptember 1. 20:30 |

| Teruel | 0–1               | Real Unión |
| ------ | ----------------- | ---------- |
|        | (0–0) Jegyzőkönyv | Brit 90+1' |

| Estadio Pinilla, Teruel Játékvezető: Alberto Díaz Arias |

| 2010. szeptember 1. 20:30 |

| Logroñés                       | 0–0 (h.u.)        | Cerceda                                |
| ------------------------------ | ----------------- | -------------------------------------- |
|                                | (0–0) Jegyzőkönyv |                                        |
| Büntetőpárbaj                  |                   |                                        |
| Gaspar Borrell Cervero Gibanel | 4–3               | Cabrejo Barreiro Veiga Franqueira Xaco |

| Nuevo Las Gaunas, Logroño Játékvezető: Víctor Manuel Gómez Ríos |

| 2010. szeptember 1. 20:30 |

| Alcalá      | 1–3 (h.u.)        | Sant Andreu                  |
| ----------- | ----------------- | ---------------------------- |
| Mustafá 49' | (0–1) Jegyzőkönyv | Matamala 7' Manteca 92' 100' |

| Francisco Bono, El Viso del Alcor Játékvezető: Juan Francisco García Cabrera |

| 2010. szeptember 1. 20:30 |

| Real Oviedo                         | 2–2 (h.u.)        | Real Murcia                             |
| ----------------------------------- | ----------------- | --------------------------------------- |
| Negredo 42' Perona 89'              | (1–2) Jegyzőkönyv | Kike 26' (tiz.) Abraham 39'             |
| Büntetőpárbaj                       |                   |                                         |
| Negredo Busto Díaz Perona Rodríguez | 4–5               | Albiol Rosquete Luciano Góngora Urzaiz] |

| Nuevo Carlos Tartiere, Oviedo Játékvezető: Manuel Vidal Araujo |

| 2010. szeptember 1. 20:30 |

| Jumilla | 0–1 (h.u.)        | Melilla   |
| ------- | ----------------- | --------- |
|         | (0–0) Jegyzőkönyv | Chota 92' |

| de la Hoya, Jumilla Játékvezető: Enrique Sanchís Cambra |

| 2010. szeptember 1. 20:30 |

| Valladolid                                                 | 5–3               | Las Palmas                           |
| ---------------------------------------------------------- | ----------------- | ------------------------------------ |
| Calle 28' (tiz.) 33' Nauzet 75' Álvaro Antón 80' Jofre 86' | (2–1) Jegyzőkönyv | Larena 40' (tiz.) Gómez 81' Vega 87' |

| José Zorrilla, Valladolid Nézőszám: 7 211 Játékvezető: Pedro Jesús Pérez Montero |

| 2010. szeptember 1. 20:30 |

| Gimnàstic          | 1–2               | Xerez                   |
| ------------------ | ----------------- | ----------------------- |
| Noriega 63' (tiz.) | (0–2) Jegyzőkönyv | Antoñito 36' Lombán 39' |

| Nou Estadi, Tarragona Játékvezető: Pedro Sureda Cuenca |

| 2010. szeptember 1. 21:00 |

| Badajoz            | 2–3               | Portugalete                      |
| ------------------ | ----------------- | -------------------------------- |
| Lolo 23' Denis 46' | (1–0) Jegyzőkönyv | Gondra 72' Pinilla 75' Pérez 87' |

| Nou Estadi, Castellón Játékvezető: Gustavo Rebollo López |

| 2010. szeptember 1. 21:00 |

| Badajoz                 | 2–0 (h.u.)        | Real Jaén |
| ----------------------- | ----------------- | --------- |
| Aloisio 111' Ortiz 116' | (0–0) Jegyzőkönyv |           |

| Nuevo Vivero, Badajoz Játékvezető: Dámaso Arcediano Monescillo |

| 2010. szeptember 1. 21:00 |

| Cádiz                      | 3–1               | L’Hospitalet |
| -------------------------- | ----------------- | ------------ |
| Bueno 8' Caballero 51' 65' | (1–1) Jegyzőkönyv | Cirio 27'    |

| Ramón de Carranza, Cádiz Játékvezető: Fernando López Acera |

| 2010. szeptember 1. 21:00 |

| Ceuta                      | 2–1               | CD Guadalajara |
| -------------------------- | ----------------- | -------------- |
| Casaseca 63' Ormazábal 76' | (0–0) Jegyzőkönyv | Moreno 90+1'   |

| Alfonso Murube, Ceuta Játékvezető: Ramón del Olmo Codes |

| 2010. szeptember 1. 21:00 |

| Ejido    | 1–0               | Alcoyano |
| -------- | ----------------- | -------- |
| Cara 30' | (1–0) Jegyzőkönyv |          |

| Santo Domingo, El Ejido Játékvezető: Alfonso Melgares de Aguilar |

| 2010. szeptember 1. 21:00 |

| Córdoba      | 1–0 (h.u.)        | Numancia |
| ------------ | ----------------- | -------- |
| Arteaga 114' | (0–0) Jegyzőkönyv |          |

| Nuevo Arcángel, Córdoba Játékvezető: Francisco Javier Ontanaya López-Astilleros |

| 2010. szeptember 1. 21:00 |

| Ponferradina | 1–0               | Recreativo |
| ------------ | ----------------- | ---------- |
| Pérez 10'    | (1–0) Jegyzőkönyv |            |

| El Toralín, Ponferrada Játékvezető: Julio Amoedo Chas |

| 2010. szeptember 1. 21:00 |

| Real Betis           | 2–1               | Salamanca  |
| -------------------- | ----------------- | ---------- |
| Beñat 49' Castro 72' | (0–1) Jegyzőkönyv | Perico 40' |

| Benito Villamarín, Sevilla Játékvezető: Alfonso Pino Zamorano |

| 2010. szeptember 1. 21:00 |

| Alcorcón                       | 3–2 (h.u.)        | Celta Vigo          |
| ------------------------------ | ----------------- | ------------------- |
| Quini 44' (tiz.) 92' Borja 89' | (1–1) Jegyzőkönyv | Abalo 12' Aspas 52' |

| Municipal, Madrid Játékvezető: Daniel Jesús Trujillo Suárez |

| 2010. szeptember 1. 21:00 |

| Elche                                | 4–1               | Tenerife |
| ------------------------------------ | ----------------- | -------- |
| Perera 4' 76' Wakaso 11' Linares 73' | (2–1) Jegyzőkönyv | Nino 23' |

| Manuel Martínez Valero, Elche Játékvezető: Antonio Israel Mariscal Sánchez |

| 2010. szeptember 1. 21:00 |

| Girona                              | 1–1 (h.u.)        | Huesca                             |
| ----------------------------------- | ----------------- | ---------------------------------- |
| Despotović 3'                       | (1–0) Jegyzőkönyv | Robert 51' (tiz.)                  |
| Büntetőpárbaj                       |                   |                                    |
| Chechu Martínez Despotović Bautista | 3–5               | Camacho Galán Navas Pérez Helguera |

| Estadi Montilivi, Girona Játékvezető: Juan Martínez Munuera |

| 2010. szeptember 1. 21:00 |

| Albacete | 0–2               | Granada       |
| -------- | ----------------- | ------------- |
|          | (0–2) Jegyzőkönyv | Geijo 40' 43' |

| Carlos Belmonte, Albacete Játékvezető: Jorge Valdés Aller |

| 2010. szeptember 1. 21:30 |

| Cartagena | 1–3               | Rayo Vallecano                     |
| --------- | ----------------- | ---------------------------------- |
| Toché 38' | (1–0) Jegyzőkönyv | Provencio 58' Aganzo 72' Trejo 88' |

| Cartagonova, Cartagena Játékvezető: Mario Melero López |

## Harmadik forduló
A mérkőzéseket szeptember 15-én rendezték.
A Portugalete erőnyerő.
| 1. csapat   | Eredmény       | 2. csapat              |
| ----------- | -------------- | ---------------------- |
| Melilla     | 2–2 (6–7 tiz.) | Ceuta                  |
| Badajoz     | 0–2            | UD Logroñés            |
| Lucena      | 0–1            | Universidad Las Palmas |
| Sant Andreu | 0–1            | Murcia                 |
| Poli Ejido  | 1–0            | Cádiz                  |
| Real Unión  | 1–0 (h.u.)     | Orihuela               |
| Granada     | 2–2 (4–5 tiz.) | Betis                  |
| Valladolid  | 1–0            | Huesca                 |
| Córdoba     | 2–1            | Rayo Vallecano         |
| Elche       | 1–2            | Xerez                  |
| Alcorcón    | 1–1 (3–1 tiz.) | Ponferradina           |

| 2010. szeptember 8. 20:00 |

| Badajoz | 0–2               | UD Logroñés        |
| ------- | ----------------- | ------------------ |
|         | (0–0) Jegyzőkönyv | Cervero 69' (tiz.) |

| Nuevo Vivero, Badajoz Játékvezető: Enrique Ortiz Blanco |

| 2010. szeptember 8. 20:00 |

| Valladolid       | 1–0               | Huesca |
| ---------------- | ----------------- | ------ |
| Alonso 8' (tiz.) | (1–0) Jegyzőkönyv |        |

| José Zorrilla, Valladolid Játékvezető: José Ramón Piñeiro Crespo |

| 2010. szeptember 8. 20:30 |

| Sant Andreu | 0–1               | Real Murcia |
| ----------- | ----------------- | ----------- |
|             | (0–0) Jegyzőkönyv | Pedro 62'   |

| Camp Municipal, Barcelona Játékvezető: Iván González González |

| 2010. szeptember 8. 20:45 |

| Melilla                                                        | 2–2 (h.u.)        | Ceuta                                                         |
| -------------------------------------------------------------- | ----------------- | ------------------------------------------------------------- |
| Vázquez 38' Ramos 101'                                         | (1–0) Jegyzőkönyv | Navarro 90+3' 107'                                            |
| Büntetőpárbaj                                                  |                   |                                                               |
| Ramos Vázquez Zamorano Ruiz Rodríguez Castells Mahanan Amarito | 6–7               | Cañas Seguro Navarro Mansilla Casaseca Baigorri Moreno Zamora |

| Estadio Municipal, Melilla Nézőszám: 1000 Játékvezető: Domingo Palomino Núñez |

| 2010. szeptember 8. 21:00 |

| Lucena | 0–1               | Universidad LPGC |
| ------ | ----------------- | ---------------- |
|        | (0–0) Jegyzőkönyv | Aridane 77'      |

| Estadio Municipal, Lucena Játékvezető: Carlos López López |

| 2010. szeptember 8. 21:00 |

| Real Unión      | 1–0 (h.u.)        | Orihuela |
| --------------- | ----------------- | -------- |
| Castellano 115' | (0–0) Jegyzőkönyv |          |

| Estadio Gal, Irun Játékvezető: Julio Fermín Leo Ollo |

| 2010. szeptember 8. 21:00 |

| Granada                                  | 2–2 (h.u.)        | Real Betis                        |
| ---------------------------------------- | ----------------- | --------------------------------- |
| Benítez 38' (tiz.) 46'                   | (1–0) Jegyzőkönyv | Emana 62' Castro 73'              |
| Büntetőpárbaj                            |                   |                                   |
| Óscar Pérez Lucena Barranco Geijo Muriel | 4–5               | Caffa Sevilla Castro Emana Dorado |

| Los Cármenes, Granada Játékvezető: José Luis Lesma López |

| 2010. szeptember 8. 21:00 |

| Alcorcón                           | 1–1 (h.u.)        | Ponferradina               |
| ---------------------------------- | ----------------- | -------------------------- |
| Borja 61'                          | (0–0) Jegyzőkönyv | Yuri 83'                   |
| Büntetőpárbaj                      |                   |                            |
| Quini Alberdi Sergio Mora Martínez | 3–1               | Víctor Salas Redondo Máyor |

| Estadio Municipal, Madrid Játékvezető: Jesús Gil Manzano |

| 2010. szeptember 8. 21:15 |

| Elche            | 1–2               | Xerez                         |
| ---------------- | ----------------- | ----------------------------- |
| Jesús Perera 87' | (0–0) Jegyzőkönyv | Cordero 66' Mario Bermejo 70' |

| Estadio Manuel Martínez Valero, Elche Játékvezető: Andrés Manuel Ceballos Silva |

| 2010. szeptember 8. 21:30 |

| Poli Ejido   | 1–0               | Cádiz |
| ------------ | ----------------- | ----- |
| Katxorro 89' | (0–0) Jegyzőkönyv |       |

| Estadio Municipal, El Ejido Játékvezető: Diego Sebastián López Martínez |

| 2010. szeptember 8. 22:00 |

| Córdoba                | 2–1 (h.u.)        | Rayo Vallecano |
| ---------------------- | ----------------- | -------------- |
| Flores 21' Aguilar 92' | (1–0) Jegyzőkönyv | Coke 51'       |

| Nuevo Arcángel, Córdoba Játékvezető: Santiago Jaime Latre |

## Végső szakasz

### Sorsolás
A sorsolásra 2010. szeptember 22-én került sor a madridi Las Rozasban.
Az első kalap csapatai (harmad- és negyedosztályú csapatok) közül négy a második, három a harmadik kalapból kapott ellenfelet. Az úgynevezett első speciális kalapból, amely a másodosztályú csapatokat takarta, öten a második speciális kalapból kiválasztott ellenféllel kerültek össze. A második speciális kalapból fennmaradó együttesek egymás ellen játszottak.
| 1. kalap                                                                 | 2. kalap (Bajnokok Ligája)                       | 3. kalap (Európa-liga)               | 1. speciális kalap (Segunda División)   | 2. speciális kalap |
| ------------------------------------------------------------------------ | ------------------------------------------------ | ------------------------------------ | --------------------------------------- | --- |
| Portugalete Real Unión Poli Ejido Murcia Universidad LPGC Logroñés Ceuta | Sevilla (címvédő) Barcelona Real Madrid Valencia | Atlético de Madrid Getafe Villarreal | Betis Valladolid Córdoba Xerez Alcorcón | Athletic Bilbao Espanyol Osasuna Real Sociedad Sporting de Gijón Mallorca Hércules Deportivo Málaga Racing Santander Almería Zaragoza Levante |

### Ágrajz
|  | Legjobb 32       | Legjobb 32 | Legjobb 32 | Legjobb 32 |  |  | Nyolcaddöntők    | Nyolcaddöntők | Nyolcaddöntők | Nyolcaddöntők |   |   | Negyeddöntők       | Negyeddöntők | Negyeddöntők | Negyeddöntők |   |   | Elődöntők | Elődöntők | Elődöntők | Elődöntők |  |  | Döntő | Döntő |  |
|  |                  |            |            |            |  |  |                  |               |               |               |   |   |                    |              |              |              |   |   |           |           |           |           |  |  |       |       |  |
|  | UD Logroñés      | 0          | 1          | 1          |  |  |                  |               |               |               |   |   |                    |              |              |              |   |   |           |           |           |           |  |  |       |       |  |
|  | Valencia         | 3          | 4          | 7          |  |  | Valencia         | 0             | 2             | 2             |   |   |                    |              |              |              |   |   |           |           |           |           |  |  |       |       |  |
|  | Ejido            | 1          | 0          | 1          |  |  | Villarreal       | 0             | 4             | 4             |   |   |                    |              |              |              |   |   |           |           |           |           |  |  |       |       |  |
|  | Villarreal       | 1          | 2          | 3          |  |  |                  |               |               |               |   |   | Villarreal         | 3            | 0            | 3            |   |   |           |           |           |           |  |  |       |       |  |
|  | Real Unión       | 0          | 1          | 1          |  |  |                  |               | Sevilla       | 3             | 3 | 6 |                    |              |              |              |   |   |           |           |           |           |  |  |       |       |  |
|  | Sevilla          | 4          | 6          | 10         |  |  | Sevilla          | 5             | 3             | 8             |   |   |                    |              |              |              |   |   |           |           |           |           |  |  |       |       |  |
|  | Hércules         | 0          | 2          | 2          |  |  | Málaga           | 3             | 0             | 3             |   |   |                    |              |              |              |   |   |           |           |           |           |  |  |       |       |  |
|  | Málaga           | 0          | 3          | 3          |  |  |                  |               |               |               |   |   | Sevilla            | 0            | 0            | 0            |   |   |           |           |           |           |  |  |       |       |  |
|  | Murcia           | 0          | 1          | 1          |  |  |                  |               |               |               |   |   |                    |              | Real Madrid  | 1            | 2 | 3 |           |           |           |           |  |  |       |       |  |
|  | Real Madrid      | 0          | 5          | 5          |  |  | Real Madrid      | 8             | 0             | 8             |   |   |                    |              |              |              |   |   |           |           |           |           |  |  |       |       |  |
|  | Xerez            | 2          | 2          | 4          |  |  | Levante          | 0             | 2             | 2             |   |   |                    |              |              |              |   |   |           |           |           |           |  |  |       |       |  |
|  | Levante (i.g.)   | 3          | 1          | 4          |  |  |                  |               |               |               |   |   | Real Madrid        | 3            | 1            | 4            |   |   |           |           |           |           |  |  |       |       |  |
|  | Universidad LPGC | 0          | 1          | 1          |  |  |                  |               | Atlético      | 1             | 0 | 1 |                    |              |              |              |   |   |           |           |           |           |  |  |       |       |  |
|  | Atlético         | 5          | 1          | 6          |  |  | Atlético         | 1             | 1             | 2             |   |   |                    |              |              |              |   |   |           |           |           |           |  |  |       |       |  |
|  | Valladolid       | 0          | 1          | 1          |  |  | Espanyol         | 0             | 1             | 1             |   |   |                    |              |              |              |   |   |           |           |           |           |  |  |       |       |  |
|  | Espanyol         | 2          | 1          | 3          |  |  |                  |               |               |               |   |   | Real Madrid (h.u.) | 1            |              |              |   |   |           |           |           |           |  |  |       |       |  |
|  | Ceuta            | 0          | 1          | 1          |  |  |                  |               |               |               |   |   |                    |              |              |              |   |   |           |           | Barcelona | 0         |  |  |       |       |  |
|  | Barcelona        | 2          | 5          | 7          |  |  | Barcelona (i.g.) | 0             | 1             | 1             |   |   |                    |              |              |              |   |   |           |           |           |           |  |  |       |       |  |
|  | Alcorcón         | 0          | 0          | 0          |  |  | Bilbao           | 0             | 1             | 1             |   |   |                    |              |              |              |   |   |           |           |           |           |  |  |       |       |  |
|  | Bilbao           | 1          | 2          | 3          |  |  |                  |               |               |               |   |   | Barcelona          | 5            | 0            | 6            |   |   |           |           |           |           |  |  |       |       |  |
|  | Betis (i.g.)     | 0          | 2          | 2          |  |  |                  |               | Betis         | 1             | 3 | 3 |                    |              |              |              |   |   |           |           |           |           |  |  |       |       |  |
|  | Zaragoza         | 1          | 1          | 2          |  |  | Betis            | 1             | 3             | 4             |   |   |                    |              |              |              |   |   |           |           |           |           |  |  |       |       |  |
|  | Portugalete      | 1          | 0          | 1          |  |  | Getafe           | 2             | 1             | 3             |   |   |                    |              |              |              |   |   |           |           |           |           |  |  |       |       |  |
|  | Getafe (i.g.)    | 1          | 0          | 1          |  |  |                  |               |               |               |   |   | Barcelona          | 5            | 3            | 8            |   |   |           |           |           |           |  |  |       |       |  |
|  | Real Sociedad    | 2          | 1          | 3          |  |  |                  |               |               |               |   |   |                    |              | Almería      | 0            | 0 | 0 |           |           |           |           |  |  |       |       |  |
|  | Almería          | 3          | 2          | 5          |  |  | Almería          | 4             | 4             | 8             |   |   |                    |              |              |              |   |   |           |           |           |           |  |  |       |       |  |
|  | Mallorca         | 3          | 2          | 5          |  |  | Mallorca         | 3             | 3             | 6             |   |   |                    |              |              |              |   |   |           |           |           |           |  |  |       |       |  |
|  | Gijón            | 1          | 2          | 3          |  |  |                  |               |               |               |   |   | UD Almería         | 1            | 3            | 4            |   |   |           |           |           |           |  |  |       |       |  |
|  | Córdoba (h.u.)   | 2          | 1          | 3          |  |  |                  |               | Deportivo     | 0             | 2 | 2 |                    |              |              |              |   |   |           |           |           |           |  |  |       |       |  |
|  | Santander        | 0          | 3          | 3          |  |  | Córdoba          | 1             | 1             | 2             |   |   |                    |              |              |              |   |   |           |           |           |           |  |  |       |       |  |
|  | Osasuna          | 0          | 1          | 1          |  |  | Deportivo (h.u.) | 1             | 3             | 4             |   |   |                    |              |              |              |   |   |           |           |           |           |  |  |       |       |  |
|  | Deportivo        | 2          | 1          | 3          |  |  |                  |               |               |               |   |   |                    |              |              |              |   |   |           |           |           |           |  |  |       |       |  |

## Legjobb 32
Az első mérkőzéseket október 26. és 28. között játszották, a visszavágókra két héttel később került sor.
| 1. csapat        | Össz.           | 2. csapat          | 1. mérk. | 2. mérk. |
| ---------------- | --------------- | ------------------ | -------- | -------- |
| Murcia           | 1−5             | Real Madrid        | 0−0      | 1−5      |
| Real Unión       | 1−10            | Sevilla            | 0−4      | 1−6      |
| UD Logroñés      | 1−7             | Valencia           | 0−3      | 1−4      |
| Ceuta            | 1−7             | Barcelona          | 0−2      | 1−5      |
| Poli Ejido       | 1−3             | Villarreal         | 1−1      | 0−2      |
| Universidad LPGC | 1−6             | Atlético de Madrid | 0−5      | 1−1      |
| Portugalete      | 1−1 (i.)        | Getafe             | 1−1      | 0−0      |
| Valladolid       | 1−3             | Espanyol           | 0−2      | 1−1      |
| Betis            | 2−2 (i.)        | Zaragoza           | 0−1      | 2−1      |
| Xerez            | 4−4 (i.)        | Levante            | 2−3      | 2−1      |
| Córdoba          | 3−3 (h.u.) (i.) | Racing Santander   | 2−0      | 1−3      |
| Alcorcón         | 0−3             | Bilbao             | 0−1      | 0−2      |
| Osasuna          | 2−3             | Deportivo          | 1−1      | 1−2      |
| Real Sociedad    | 3−5             | Almería            | 2−3      | 1−2      |
| Mallorca         | 5−3             | Sporting de Gijón  | 3−1      | 2−2      |
| Hércules         | 2−3             | Málaga             | 0−0      | 2−3      |

### Első mérkőzések
| 2010. október 26. 20:00 |

| Real Murcia | 0–0               | Real Madrid |
| ----------- | ----------------- | ----------- |
|             | (0–0) Jegyzőkönyv |             |

| Nueva Condomina, Murcia Nézőszám: 20 674 Játékvezető: Miguel Ángel Ayza Gámez |

| 2010. október 26. 22:00 |

| Ceuta | 0–2               | Barcelona             |
| ----- | ----------------- | --------------------- |
|       | (0–2) Jegyzőkönyv | Maxwell 15' Pedro 25' |

| Alfonso Murube, Ceuta Nézőszám: 6 000 Játékvezető: Rafael Ramírez Domínguez |

| 2010. október 27. 20:00 |

| Real Unión | 0–4               | Sevilla                                      |
| ---------- | ----------------- | -------------------------------------------- |
|            | (0–1) Jegyzőkönyv | Negredo 44' 68' Alfaro 87' José Carlos 90+2' |

| Estadio Gal, Irun Nézőszám: 4 500 Játékvezető: Alfonso Javier Álvarez Izquierdo |

| 2010. október 27. 20:00 |

| Logroñés | 0–3               | Valencia                   |
| -------- | ----------------- | -------------------------- |
|          | (0–0) Jegyzőkönyv | Aduriz 55' 59' Vicente 79' |

| Las Gaunas, Logroño Nézőszám: 8 000 Játékvezető: Alberto Undiano Mallenco |

| 2010. október 27. 21:00 |

| Poli Ejido | 1–1               | Villarreal   |
| ---------- | ----------------- | ------------ |
| Moreno 89' | (0–1) Jegyzőkönyv | Altidore 44' |

| Estadio Municipal, El Ejido Nézőszám: 3 500 Játékvezető: Carlos Velasco Carballo |

| 2010. október 27. 21:00 |

| Portugalete | 1–1               | Getafe       |
| ----------- | ----------------- | ------------ |
| Bergara 52' | (0–1) Jegyzőkönyv | Sardinero 6' |

| La Florida, Portugalete Nézőszám: 4 000 Játékvezető: José Antonio Teixeira Vitienes |

| 2010. október 27. 21:00 |

| Valladolid | 0–2               | Espanyol       |
| ---------- | ----------------- | -------------- |
|            | (0–1) Jegyzőkönyv | Álvaro 38' 54' |

| José Zorrilla, Valladolid Nézőszám: 7 900 Játékvezető: Fernando Teixeira Vitienes |

| 2010. október 27. 21:00 |

| Xerez                     | 2–3               | Levante                    |
| ------------------------- | ----------------- | -------------------------- |
| José Mari 32' Bermejo 69' | (1–0) Jegyzőkönyv | Stuani 59' 81' Robusté 88' |

| Estadio Municipal, Jerez de la Frontera Nézőszám: 4 029 Játékvezető: Antonio Rubinos Pérez |

| 2010. október 27. 21:00 |

| Hércules | 0–0               | Málaga |
| -------- | ----------------- | ------ |
|          | (0–0) Jegyzőkönyv |        |

| José Rico Pérez, Alicante Nézőszám: 10 000 Játékvezető: Javier Turienzo Álvarez |

| 2010. október 27. 21:00 |

| Mallorca                    | 3–1               | Gijón      |
| --------------------------- | ----------------- | ---------- |
| Cavenaghi 11' 33' Rubén 89' | (2–0) Jegyzőkönyv | Barral 59' |

| Son Moix, Palma de Mallorca Nézőszám: 9 774 Játékvezető: Carlos Delgado Ferreiro |

| 2010. október 27. 22:00 |

| Universidad LPGC | 0–5               | Atlético de Madrid                        |
| ---------------- | ----------------- | ----------------------------------------- |
|                  | (0–2) Jegyzőkönyv | Godín 23' Agüero 41' Costa 48' Mérida 83' |

| Gran Canaria, Las Palmas de Gran Canaria Nézőszám: 13 161 Játékvezető: José Luis Paradas Romero |

| 2010. október 27. 22:00 |

| Real Betis | 0–1               | Zaragoza        |
| ---------- | ----------------- | --------------- |
|            | (0–0) Jegyzőkönyv | Gabi 61' (tiz.) |

| Benito Villamarín, Sevilla Nézőszám: 15 000 Játékvezető: Javier Estrada Fernández |

| 2010. október 27. 22:00 |

| Alcorcón | 0–1               | Athletic Club |
| -------- | ----------------- | ------------- |
|          | (0–0) Jegyzőkönyv | Gurpegui 54'  |

| Estadio Municipal, Madrid Nézőszám: 4 500 Játékvezető: Ignacio Iglesias Villanueva |

| 2010. október 28. 21:00 |

| Osasuna      | 1–1               | Deportivo |
| ------------ | ----------------- | --------- |
| Juanfran 67' | (0–0) Jegyzőkönyv | Saúl 70'  |

| Reyno de Navarra, Pamplona Nézőszám: 11 286 Játékvezető: Carlos Clos Gómez |

| 2010. október 28. 22:00 |

| Real Sociedad            | 2–3               | Almería                            |
| ------------------------ | ----------------- | ---------------------------------- |
| Sarpong 6' Elustondo 31' | (2–0) Jegyzőkönyv | Ansotegi 66' (öngól) Ulloa 71' 87' |

| Anoeta, Donostia Nézőszám: 15 000 Játékvezető: César Muñiz Fernández |

### Visszavágók
| 2010. november 9. 20:00 |

| Racing                            | 3–1 (h.u.)        | Córdoba           |
| --------------------------------- | ----------------- | ----------------- |
| Bolado 26' Kennedy 71' Bedia 102' | (1–0) Jegyzőkönyv | Luque 118' (tiz.) |

| El Sardinero, Santander Nézőszám: 6 293 Játékvezető: Carlos Delgado Ferreiro |

| 2010. november 9. 22:00 |

| Espanyol    | 1–1               | Valladolid          |
| ----------- | ----------------- | ------------------- |
| Osvaldo 67' | (0–0) Jegyzőkönyv | Barragán 76' (tiz.) |

| Nou Estadi Cornellà-El Prat, Cornellà de Llobregat Nézőszám: 10 120 Játékvezető: César Muñiz Fernández |

| 2010. november 10. 20:00 |

| Real Madrid                                                      | 5–1               | Real Murcia      |
| ---------------------------------------------------------------- | ----------------- | ---------------- |
| Granero 3' Higuaín 44' Ronaldo 74' Benzema 84' (tiz.) Alonso 88' | (2–0) Jegyzőkönyv | Pedro 81' (tiz.) |

| Bernabéu, Madrid Nézőszám: 75 000 Játékvezető: José Luis Paradas Romero |

| 2010. november 10. 20:00 |

| Real Zaragoza | 1–2               | Real Betis                 |
| ------------- | ----------------- | -------------------------- |
| Jarošík 14'   | (1–2) Jegyzőkönyv | Contini 11' (ö) Castro 38' |

| La Romareda, Zaragoza Nézőszám: 11 000 Játékvezető: Eduardo Iturralde González |

| 2010. november 10. 21:00 |

| Sevilla                                                                          | 6–1               | Real Unión |
| -------------------------------------------------------------------------------- | ----------------- | ---------- |
| Alfaro 15' (tiz.) Rodri 27' Bernardo 41' Cigarini 57' José Carlos 73' Acosta 85' | (3–1) Jegyzőkönyv | Romo 12'   |

| Ramón Sánchez Pizjuán, Sevilla Nézőszám: 10 000 Játékvezető: Miguel Ángel Ayza Gámez |

| 2010. november 10. 21:00 |

| Villarreal               | 2–0               | Poli Ejido |
| ------------------------ | ----------------- | ---------- |
| Montero 17' Altidore 90' | (1–0) Jegyzőkönyv |            |

| El Madrigal, Vila-real Nézőszám: 10 000 Játékvezető: Javier Turienzo Álvarez |

| 2010. november 10. 21:00 |

| Atlético de Madrid | 1–1               | Universidad LPGC |
| ------------------ | ----------------- | ---------------- |
| Mérida 72'         | (0–1) Jegyzőkönyv | Aridane 18'      |

| Vicente Calderón, Madrid Nézőszám: 5 000 Játékvezető: José Antonio Teixeira Vitienes |

| 2010. november 10. 21:00 |

| Levante     | 1–2               | Xerez                   |
| ----------- | ----------------- | ----------------------- |
| Caicedo 44' | (1–1) Jegyzőkönyv | Antoñito 25' (tiz.) 57' |

| Ciudad de Valencia, Valencia Nézőszám: 5 000 Játékvezető: Alfonso Javier Álvarez Izquierdo |

| 2010. november 10. 21:00 |

| Deportivo           | 2–1               | Osasuna   |
| ------------------- | ----------------- | --------- |
| Riki 53' Lassad 63' | (0–0) Jegyzőkönyv | Lekić 61' |

| Riazor, A Coruña Nézőszám: 12 000 Játékvezető: David Fernández Borbalán |

| 2010. november 10. 21:00 |

| Almería              | 2–1               | Real Sociedad |
| -------------------- | ----------------- | ------------- |
| Goitom 21' Ulloa 47' | (1–0) Jegyzőkönyv | Agirretxe 50' |

| Juegos Mediterráneos, Almería Nézőszám: 7 275 Játékvezető: Antonio Miguel Mateu Lahoz |

| 2010. november 10. 22:00 |

| Barcelona                                         | 5–1               | Ceuta        |
| ------------------------------------------------- | ----------------- | ------------ |
| Nolito 2' Milito 6' Pedro 49' Bojan 64' Messi 67' | (2–1) Jegyzőkönyv | Casaseca 34' |

| Camp Nou, Barcelona Nézőszám: 38 971 Játékvezető: Ignacio Iglesias Villanueva |

| 2010. november 10. 22:00 |

| Athletic Club            | 2–0               | Alcorcón |
| ------------------------ | ----------------- | -------- |
| Gabilondo 25' Orbaiz 90' | (1–0) Jegyzőkönyv |          |

| San Mamés, Bilbao Nézőszám: 20 000 Játékvezető: José Luis González González |

| 2010. november 11. 20:00 |

| Getafe | 0–0               | Portugalete |
| ------ | ----------------- | ----------- |
|        | (0–0) Jegyzőkönyv |             |

| El Coliséum, Madrid Nézőszám: 4 000 Játékvezető: Rafael Ramírez Domínguez |

| 2010. november 11. 20:00 |

| Gijón                      | 2–2               | Mallorca     |
| -------------------------- | ----------------- | ------------ |
| Bilić 25' (tiz.) Muñiz 63' | (1–2) Jegyzőkönyv | Nsue 10' 15' |

| El Molinón, Gijón Nézőszám: 15 000 Játékvezető: Miguel Ángel Pérez Lasa |

| 2010. november 11. 20:00 |

| Valencia                              | 4–1               | Logroñés |
| ------------------------------------- | ----------------- | -------- |
| Isco 24' 43' Vicente 34' Feghouli 86' | (3–1) Jegyzőkönyv | Osado 3' |

| Mestalla, Valencia Nézőszám: 5 000 Játékvezető: Antonio Rubinos Pérez |

| 2010. november 11. 22:00 |

| Málaga                         | 3–2               | Hércules                      |
| ------------------------------ | ----------------- | ----------------------------- |
| Eliseu 11' Edinho 15' Seba 90' | (2–1) Jegyzőkönyv | Portillo 31' Abel Aguilar 63' |

| La Rosaleda, Málaga Nézőszám: 5 000 Játékvezető: Carlos Velasco Carballo |

## Nyolcaddöntő
A nyolcad-, negyed- és elődöntő sorsolást november 18-án, a madridi Las Rozasban tartották.
Az első mérkőzéseket december 21-én és 22-én rendezték, a visszavágókra két héttel később, január 5-én és 6-án került sor.
| 1. csapat          | Össz.     | 2. csapat     | 1. mérk. | 2. mérk. |
| ------------------ | --------- | ------------- | -------- | -------- |
| Sevilla            | 8–3       | Málaga        | 5–3      | 3–0      |
| Córdoba            | 2–4(h.u.) | Deportivo     | 1–1      | 1–3      |
| Barcelona          | 1–1(i)    | Athletic Club | 0–0      | 1–1      |
| Betis              | 4–3       | Getafe        | 1–2      | 3–1      |
| Almería            | 8–6       | Mallorca      | 4–3      | 4–3      |
| Valencia           | 2–4       | Villarreal    | 0–0      | 2–4      |
| Atlético de Madrid | 2–1       | Espanyol      | 1–0      | 1–1      |
| Real Madrid        | 8–2       | Levante       | 8–0      | 0–2      |

### Első mérkőzések
| 2010. december 21. 20:00 |

| Barcelona | 0–0               | Athletic Club |
| --------- | ----------------- | ------------- |
|           | (0–0) Jegyzőkönyv |               |

| Camp Nou, Barcelona Nézőszám: 45 207 Játékvezető: Antonio Miguel Mateu Lahoz |

| 2010. december 21. 20:00 |

| Córdoba  | 1–1               | Deportivo       |
| -------- | ----------------- | --------------- |
| Díaz 70' | (0–1) Jegyzőkönyv | Riki 17' (tiz.) |

| Nuevo Arcángel, Córdoba Nézőszám: 5 000 Játékvezető: José Luis González González |

| 2010. december 21. 22:00 |

| Valencia | 0–0               | Villarreal |
| -------- | ----------------- | ---------- |
|          | (0–0) Jegyzőkönyv |            |

| Mestalla, Valencia Nézőszám: 20 000 Játékvezető: Carlos Delgado Ferreiro |

| 2010. december 22. 20:00 |

| Real Betis        | 1–2               | Getafe            |
| ----------------- | ----------------- | ----------------- |
| Molina 87' (tiz.) | (0–2) Jegyzőkönyv | Miku 27' Ríos 35' |

| Benito Villamarín, Sevilla Nézőszám: 20 000 Játékvezető: Miguel Ángel Ayza Gámez |

| 2010. december 22. 20:00 |

| Almería                        | 4–3               | Mallorca                            |
| ------------------------------ | ----------------- | ----------------------------------- |
| Ulloa 6' 29' 72' Kalu Uche 66' | (2–2) Jegyzőkönyv | De Guzman 22' Víctor 45+1' Webó 87' |

| Juegos Mediterráneos, Almería Nézőszám: 1 500 Játékvezető: Fernando Teixeira Vitienes |

| 2010. december 22. 20:00 |

| Sevilla                                          | 5–3               | Málaga                          |
| ------------------------------------------------ | ----------------- | ------------------------------- |
| Alfaro 11' Negredo 32' Romaric 66' 80' Capel 82' | (2–3) Jegyzőkönyv | Rondón 19' 26' Owusu-Abeyie 41' |

| Ramón Sánchez Pizjuán, Sevilla Nézőszám: 20 000 Játékvezető: Eduardo Iturralde González |

| 2010. december 22. 20:00 |

| Atlético de Madrid | 1–0               | Espanyol |
| ------------------ | ----------------- | -------- |
| Simão 33' (tiz.)   | (1–0) Jegyzőkönyv |          |

| Vicente Calderón, Madrid Nézőszám: 18 000 Játékvezető: David Fernández Borbalán |

| 2010. december 22. 20:00 |

| Real Madrid                                             | 8–0               | Levante |
| ------------------------------------------------------- | ----------------- | ------- |
| Benzema 5' 31' 69' Özil 9' Ronaldo 45' 72' 74' León 90' | (4–0) Jegyzőkönyv |         |

| Santiago Bernabéu, Madrid Nézőszám: 50 000 Játékvezető: Javier Turienzo Álvarez |

### Visszavágók
| 2011. január 5. 18:00 |

| Málaga | 0–3               | Sevilla                             |
| ------ | ----------------- | ----------------------------------- |
|        | (0–0) Jegyzőkönyv | Romaric 51' Perotti 65' Fabiano 89' |

| La Rosaleda, Málaga Nézőszám: 12 000 Játékvezető: Ignacio Iglesias Villanueva |

| 2011. január 5. 18:00 |

| Deportivo                          | 3–1 (h.u.)        | Córdoba     |
| ---------------------------------- | ----------------- | ----------- |
| Adrián 90' (tiz.) 101' 120' (tiz.) | (0–0) Jegyzőkönyv | Arteaga 86' |

| Riazor, A Coruña Nézőszám: 5 000 Játékvezető: Alfonso Álvarez Izquierdo |

| 2011. január 5. 22:00 |

| Athletic Club | 1–1               | Barcelona  |
| ------------- | ----------------- | ---------- |
| Llorente 84'  | (0–0) Jegyzőkönyv | Abidal 74' |

| San Mamés, Bilbao Nézőszám: 39 750 Játékvezető: César Muñiz Fernández |

| 2011. január 6. 12:00 |

| Getafe         | 1–3               | Real Betis                |
| -------------- | ----------------- | ------------------------- |
| Casquero 90+2' | (0–0) Jegyzőkönyv | Molina 56' Castro 72' 90' |

| El Coliséum, Madrid Nézőszám: 7 000 Játékvezető: Carlos Clos Gómez |

| 2011. január 6. 16:00 |

| Mallorca                      | 3–4               | Almería                    |
| ----------------------------- | ----------------- | -------------------------- |
| Cavenaghi 69' 76' Pereira 75' | (0–4) Jegyzőkönyv | Piatti 1' 41' Ortiz 3' 33' |

| Son Moix, Palma de Mallorca Nézőszám: 6 000 Játékvezető: Alberto Undiano Mallenco |

| 2011. január 6. 18:00 |

| Villarreal                                   | 4–2               | Valencia              |
| -------------------------------------------- | ----------------- | --------------------- |
| Cazorla 46' Rossi 49' (tiz.) 90+3' Ruben 63' | (1–2) Jegyzőkönyv | Banega 5' Soldado 23' |

| El Madrigal, Vila-real Nézőszám: 25 000 Játékvezető: Rafael Ramírez Domínguez |

| 2011. január 6. 20:00 |

| Espanyol     | 1–1               | Atlético de Madrid |
| ------------ | ----------------- | ------------------ |
| García 90+2' | (0–1) Jegyzőkönyv | Agüero 24'         |

| Nou Estadi Cornellà-El Prat, Cornellà de Llobregat Nézőszám: 25 000 Játékvezető: Miguel Ángel Pérez Lasa |

| 2011. január 6. 22:00 |

| Levante                     | 2–0               | Real Madrid |
| --------------------------- | ----------------- | ----------- |
| Xisco 61' (tiz.) Sergio 86' | (0–0) Jegyzőkönyv |             |

| Ciutat de València, Valencia Nézőszám: 18 000 Játékvezető: Javier Estrada Fernández |

## Negyeddöntő
A negyeddöntő első mérkőzéseit január 12-én és 13-án rendezték, a visszavágókra egy héttel később került sor.

### Első mérkőzések
| 2011. január 12. 20:00 |

| Villarreal                   | 3–3               | Sevilla                    |
| ---------------------------- | ----------------- | -------------------------- |
| Cani 24' Rossi 29' Ruben 55' | (2–1) Jegyzőkönyv | Negredo 39' 60' Alexis 88' |

| El Madrigal, Vila-real Nézőszám: 23 000 Játékvezető: Alberto Undiano Mallenco |

| 2011. január 12. 22:00 |

| Barcelona                             | 5–0               | Real Betis |
| ------------------------------------- | ----------------- | ---------- |
| Messi 44' 62' 73' Pedro 75' Keita 82' | (1–0) Jegyzőkönyv |            |

| Camp Nou, Barcelona Nézőszám: 60 000 Játékvezető: Carlos Velasco Carballo |

| 2011. január 13. 20:00 |

| Almería          | 1–0               | Deportivo |
| ---------------- | ----------------- | --------- |
| Rindarøy 34' (ö) | (1–0) Jegyzőkönyv |           |

| Juegos Mediterráneos, Almería Nézőszám: 3 500 Játékvezető: Javier Estrada Fernández |

| 2011. január 13. 22:00 |

| Real Madrid CF                 | 3–1               | Atletico de Madrid |
| ------------------------------ | ----------------- | ------------------ |
| Ramos 14' Ronaldo 61' Özil 90' | (1–1) Jegyzőkönyv | Forlán 7'          |

| Santiago Bernabéu, Madrid Nézőszám: 75 000 Játékvezető: Antonio Miguel Mateu Lahoz |

### Visszavágók
| 2011. január 18. 22:00 |

| Sevilla                          | 3–0               | Villarreal |
| -------------------------------- | ----------------- | ---------- |
| Renato 7' Kanouté 47' Alexis 49' | (1–0) Jegyzőkönyv |            |

| Ramón Sánchez Pizjuán, Sevilla Nézőszám: 30 000 Játékvezető: Miguel Ángel Pérez Lasa |

| 2011. január 19. 22:00 |

| Deportivo                     | 2–3               | Almería                                 |
| ----------------------------- | ----------------- | --------------------------------------- |
| Álvarez 43' (tiz.) Adrián 51' | (1–2) Jegyzőkönyv | Corona 19' Crusat 20' Goitom 55' (tiz.) |

| Riazor, A Coruña Nézőszám: 8 000 Játékvezető: Eduardo Iturralde González |

| 2011. január 19. 22:00 |

| Real Betis              | 3–1               | Barcelona |
| ----------------------- | ----------------- | --------- |
| Molina 2' 7' Arzu 45+1' | (3–1) Jegyzőkönyv | Messi 36' |

| Benito Villamarín, Sevilla Nézőszám: 35 000 Játékvezető: Carlos Clos Gomez |

| 2011. január 20. 22:00 |

| Atlético de Madrid | 0–1               | Real Madrid |
| ------------------ | ----------------- | ----------- |
|                    | (0–1) Jegyzőkönyv | Ronaldo 23' |

| Vicente Calderón, Madrid Nézőszám: 52 000 Játékvezető: Javier Turienzo Álvarez |

## Elődöntő
Az elődöntő odavágóira január 26-án került sor, a visszavágókat egy héttel később játszották.

### Első mérkőzések
| 2011. január 26. 20:00 |

| Sevilla | 0–1               | Real Madrid |
| ------- | ----------------- | ----------- |
|         | (0–1) Jegyzőkönyv | Benzema 17' |

| Ramón Sánchez Pizjuán, Sevilla Nézőszám: 45 000 Játékvezető: Alberto Undiano Mallenco |

| 2011. január 26. 22:00 |

| Barcelona                                  | 5–0               | Almería |
| ------------------------------------------ | ----------------- | ------- |
| Messi 9' 15' Villa 10' Pedro 30' Keita 87' | (4–0) Jegyzőkönyv |         |

| Camp Nou, Barcelona Nézőszám: 49 875 Játékvezető: Antonio Miguel Mateu Lahoz |

### Visszavágók
| 2011. február 2. 20:00 |

| Almería | 0–3               | Barcelona                          |
| ------- | ----------------- | ---------------------------------- |
|         | (0–1) Jegyzőkönyv | Adriano 35' Thiago 56' Afellay 66' |

| Juegos Mediterráneos, Almería Nézőszám: 12 000 Játékvezető: Miguel Ángel Ayza Gámez |

| 2011. február 2. 22:00 |

| Real Madrid             | 2–0               | Sevilla |
| ----------------------- | ----------------- | ------- |
| Özil 82' Adebayor 90+3' | (0–0) Jegyzőkönyv |         |

| Santiago Bernabéu, Madrid Nézőszám: 75 100 Játékvezető: Fernando Teixeira Vitienes |

## Döntő
| 2011. április 20. 21:30 |

| Barcelona | 0–1 (h.u.)        | Real Madrid  |
| --------- | ----------------- | ------------ |
|           | (0–0) Jegyzőkönyv | Ronaldo 103' |

| Mestalla, Spanyolország Nézőszám: 55 000 Játékvezető: Alberto Undiano Mallenco |

## Góllövőlista
| Játékos            | Gól | Csapat      |
| ------------------ | --- | ----------- |
| Lionel Messi       | 7   | Barcelona   |
| Cristiano Ronaldo  | 7   | Real Madrid |
| Leonardo Ulloa     | 6   | Almería     |
| Karim Benzema      | 5   | Real Madrid |
| Rubén Castro       | 5   | Betis       |
| Álvaro Negredo     | 5   | Sevilla     |
| Fernando Cavenaghi | 4   | Mallorca    |
| Adrián López       | 4   | Deportivo   |
| Jorge Molina       | 4   | Betis       |
| Pedro Rodríguez    | 4   | Barcelona   |